# Vesennie golosa
Vesennie golosa (russisk: Весенние голоса) er en sovjetisk spillefilm fra 1955 af Sergej Gurov og Eldar Rjasanov.

## Medvirkende
- Vladimir Salnikov som Vanja
- Nadezjda Rumjantseva som Nina
- Tigran Davydov som Vasja
- Sergej Gurov
- Eldar Rjazanov